# 크리스티안 만셀
크리스티안 만셀(2005년 2월 9일 출생)은 호주의 레이싱 드라이버로, 로댕 소속으로 2025년 FIA 포뮬러 2 챔피언십에 출전할 예정이다. 그는 이전에 2022년부터 2024년까지 FIA 포뮬러 3 챔피언십에 출전했으며, ART 그랑프리에서 후반 시즌에 5위를 차지했다.
그는 2021년 GB3 챔피언십과 2022년 유로포뮬러 오픈에서 3위를 차지했다.

## 경력력

### 카트 레이싱싱
만셀은 2019년 CIK-FIA 카트 유럽 선수권 대회에서 가장 높은 카트 경력을 기록했으며, OKJ 부문에서 69위를 기록했다.

### 하위 포뮬러

#### 2019
2019년, 만셀은 뉴사우스웨일스 포뮬러 레이스 카 챔피언십에서 싱글 시트 데뷔를 했다. 그는 또한 AGI 스포츠와 함께 호주 포뮬러 4 챔피언십에서 두 라운드에 출전했으며, 상위 7위 안에 한 번을 제외한 모든 레이스를 마쳤다. 만셀은 게스트 드라이버였기 때문에 순위에 포함되지 않았다.

#### 2020
2020년 만셀은 영국으로 건너가 F4 브리티시 챔피언십에서 풀타임 레이스를 펼쳤다. 이 대회에서 잭 오설리반과 마티아스 자가제타와 칼린의 파트너로 출전했다. 호주 선수는 브랜드 해치 서킷에서 단 한 번의 승리만을 거두었지만, 시즌 동안 오설리반이 9번의 승리를 거둔 것과는 대조적으로 4번의 포디움을 추가로 획득했다. 이 포디움에는 3위 두 번과 최종 라운드에서 2위를 차지하며 챔피언십에서 7위를 차지했다. 만셀은 프레드릭 루빈과 61.5점 차이로 시즌 루키컵에서 우승했다.

### GB3 챔피언십
만셀은 2021년에도 칼린과 함께 남아 이름이 변경된 GB3 챔피언십에 진출했다. 그는 브랜즈 해치에서 열린 개막전 리버스 그리드 레이스에서 6대의 차량을 추월한 후 시즌 첫 승을 거뒀다. 그의 다음 승리는 서킷 드 스파-프랑코르샹에서 이루어졌으며, 첫 번째 레이스에서 우승을 차지했습니다. 만셀은 세 개의 포디움을 추가하여 순위에서 3위를 차지했다.

### 유로 포뮬러 오픈

#### 2021
2021년, 만셀은 서킷 드 스파-프랑코르샹에서 유로 포뮬러 오픈 챔피언십에 데뷔했으며, 칼린은 모든 레이스를 상위 6위 안에 들었다. 만셀은 유로 포뮬러로 돌아왔지만 몬자에서 열린 두 번째 라운드에서 팀 모토파크와 함께 첫 번째 레이스에서 3위를 차지했다. 그는 바르셀로나 스테이지에 남아 두 점을 더 기록하며 시즌을 전체 11위로 마쳤다.

#### 2022

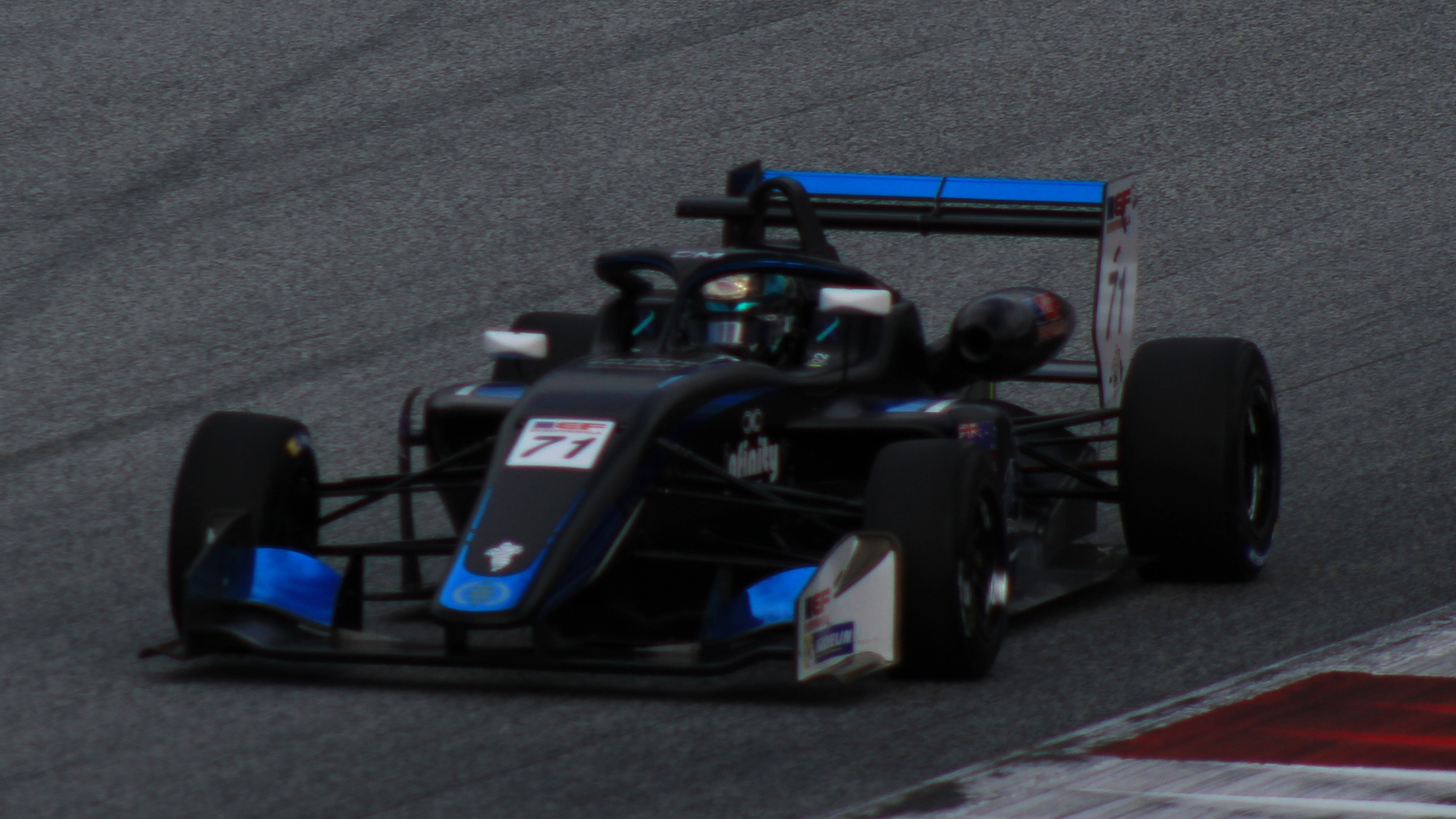
2022 유로 포뮬러 오픈 레드불 링에서 열리는 만셀 레이싱.

만셀은 2022 시즌에도 이 시리즈에 남아 크립토타워 레이싱의 블라디슬라프 롬코, 조쉬 메이슨과 파트너로 활약했다. 그는 에스토릴 서킷에서 시즌 개막전 승리를 거두었고, 파우에서 열린 다음 라운드에서 올해 유일한 폴을 포함해 두 개의 2위를 차지했다. 그의 세 번째 우승은 마지막 레이스에서 헝가로링에서 이루어졌다. 그 다음 두 라운드에서 네 개의 포디움이 더 나왔고, 마지막 몬차 라운드에서 더블 은퇴를 했다. 첫 번째 은퇴는 프란체스코 시모나치와의 심각한 충돌이었으며, 그곳에서 스카이워드로 출발했다. 그는 마지막 라운드에서 포디움을 차지했고, 15개의 포디움을 차지하며 순위에서 3위를 차지했다.

### FIA 포뮬러 3

#### 2022
만셀은 2022년 FIA 포뮬러 3 챔피언십 헝가리에서 즈데넥 쇼바넥을 대신해 첫 F3 출전을 했다.  만셀은 잔드보르트 라운드 전 유로포뮬러 오픈에서 메인 캠페인으로 복귀했고, 데이비드 슈마허가 그 자리를 대신했다. 만셀은 최종 순위에서 38위를 기록했다. 9월 말, 만셀은 첫 이틀 동안 캄포스 레이싱과 함께 포스트시즌 테스트에 참가했다.

#### 2023

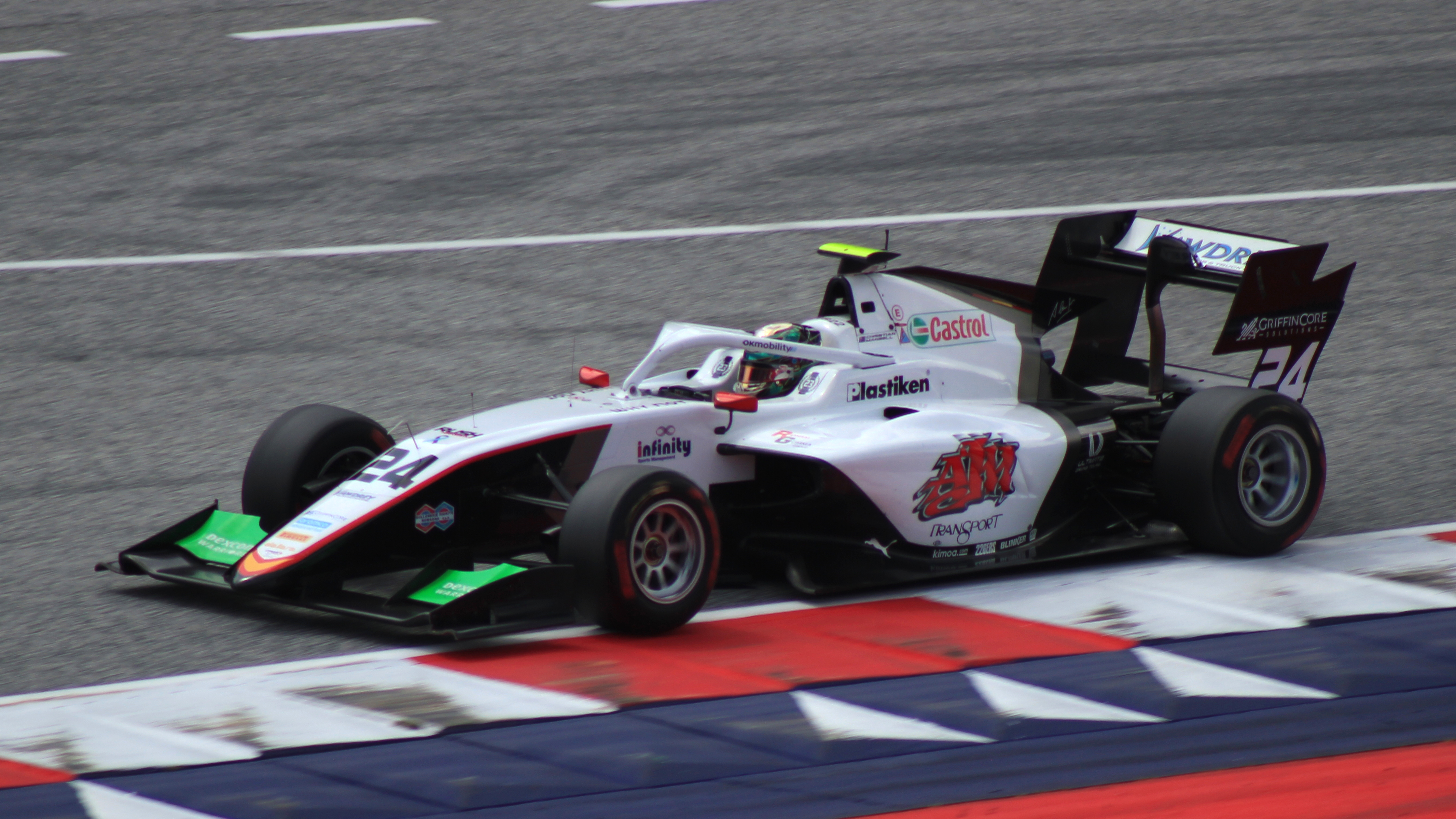
2023 스필버그 포뮬러 3 라운드에서 달라라 F3 2019를 운전하는 만셀.

11월 28일, 만셀은 2023 F3 시즌을 위해 캄포스 레이싱의 풀타임 드라이버로 발표되었다.  그는 2022년 카메오 출연 이후 "자신과 캄포스 레이싱의 잠재력을 최대한 발휘하고 싶다"고 말했습니다. 바레인에서 그는 두 레이스를 모두 13위로 마쳤습니다. 멜버른에서 그는 앞서 있던 세 명의 드라이버가 스프린트 후 레이스에서 실격 처리된 후 첫 번째 포인트를 9위로 기록했다. 다음 날, 그는 라이벌에게 또 한 번의 레이스 후 페널티킥을 얻어 10위에 머물렀다. 만셀은 모나코에서 포인트를 기록하지 못했고, 바르셀로나 스프린트 레이스에서 가브리엘레 미니에 의해 스핀 아웃되었다. 그는 10위로 피처 레이스 포인트에 복귀했다. 다음 주말 오스트리아에서 만셀은 피처 레이스에서 7위를 차지했다
실버스톤은 호주 선수에게 돌파구를 마련하여 4위로 예선을 통과했다. 드라이 타이어를 선택한 후 만셀은 마지막 랩에서 7위에서 3위로 올라섰고, 카이오 콜렛의 늦은 돌격을 막아내며 첫 포뮬러 3 포디움을 달성했다. 그는 이어서 피처 레이스에서 5위를 차지했다. 부다페스트에서 그는 스프린트에서 6위, 피처에서 11위를 기록했다. 스파-프랑코르샹에서의 주말은 23위로 예선을 통과하며 스프린트 레이스에서 펑크를 당하는 사고에 휘말리며 잘못된 발로 시작되었다. 피처 레이스에서 젖은 타이어를 이용한 대담한 도박으로 인해 그는 2위를 차지했다. 만셀은 몬차에서 시즌을 마무리하며 7위와 8위를 기록했다. 만셀은 60점과 두 개의 포디움 피니시로 순위 12위를 차지했다.
2023년 10월, 만셀은 헤레즈에서 포스트시즌 테스트를 위해 ART 그랑프리에 합류했다. 그 후 그는 프랑스 팀과 함께 마카오 그랑프리에 참가하여 본선에서 16위를 차지했다.
포뮬러 3 시즌 종료 시상식 밤에 열린 벨기에 피처 레이스에서 활약한 만셀은 23위에서 2위로 올라서며 레이스 우승에 도전장을 내밀었다.

#### 2024

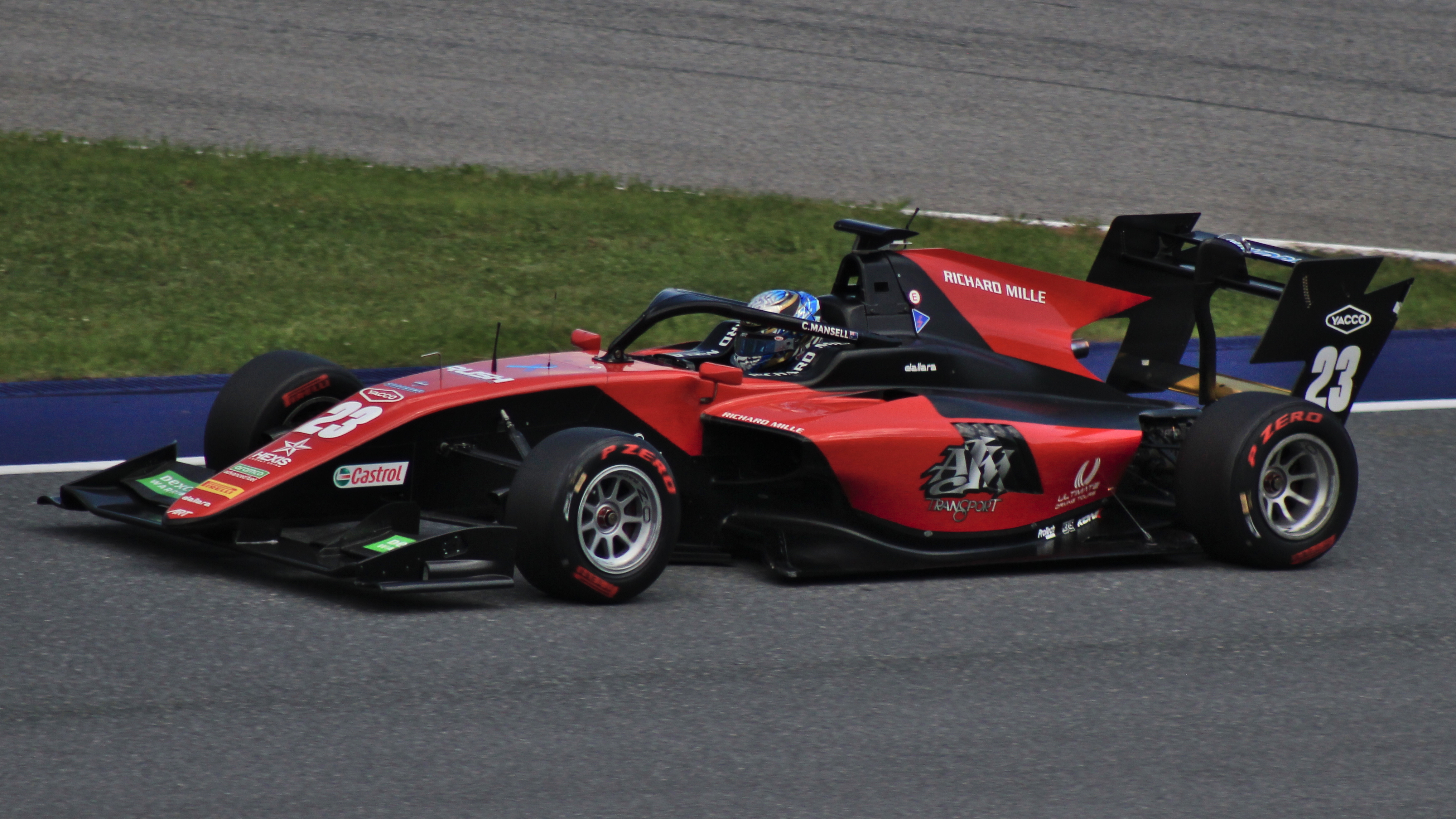
2024 스필버그 포뮬러 3 라운드에서 ART 그랑프리를 향한 만셀의 주행

만셀은 두 번째 풀 포뮬러 3 시즌을 위해 ART 그랑프리로 전환했다. 바레인 개막전 8위로 예선을 통과한 그는 어려운 스프린트 레이스에서 포인트를 잃고 말았다. 그러나 강력한 오프닝 랩으로 인해 5랩까지 2위로 올라섰고, 2024년 첫 포디움에 머물렀다. 만셀은 멜버른에서 열린 홈 이벤트에서 스프린트 레이스에서 선두 자리를 놓고 싸웠음에도 불구하고 10위를 두 번 차지했다. 만셀은 이몰라에서 놀랍게도 경쟁력 없는 라운드를 견뎌냈지만 모나코 예선에서 뛰어난 2위로 반등했다. 그는 스프린트 레이스에서 아르비드 린드블라드가 스와이프한 후 첫 랩 사고로 탈락했지만, 또 다른 2위로 포디움에 올랐다.
만셀은 바르셀로나에서 첫 번째 F3 폴까지 치솟았습니다. 스프린트 레이스에서 아쉽게 포인트를 놓친 후, 5랩까지 선두를 달리며 아르비드 린드블라드가 그를 추월했고, 만셀은 다시 2위로 올라섰다. 만셀은 오스트리아에서 팀 동료 니콜라 촐로프와 선두 자리를 놓고 다투었지만, 세이프티 카 신호가 너무 일찍 일어나 실수를 범해 3위로 떨어졌다. 바쁜 피처 레이스에서 만셀은 선두를 향해 인상적인 돌격을 펼쳤고, 4위를 차지하며 시상대 자리를 놓고 경쟁하기도 했다. 그러나 그는 트랙 제한 페널티로 인해 스프린트에서 5위에서 12위로 강등되었고, 예측할 수 없는 날씨로 인해 실버스톤에서 포인트 없는 주말을 보내야 했다.
헝가리에서 그는 8위로 예선을 통과했고, 두 경주에서 모두 마스터 클래스를 제치고 5위와 4위를 차지하며 타이틀 경쟁에 뛰어들었다. 그러나 그는 20위로 예선을 통과해 두 경주에서 모두 포인트를 기록하지 못했고, 심지어 아르비드 린드블라드를 탈락시킨 이유로 페널티를 받기도 했다. 몬차에서 열린 시즌 피날레에서 7위를 차지한 만셀은 스프린트 경주에 큰 기대를 걸었지만 포메이션 랩에서 멈춰서면서 타이틀에 대한 희망을 품었고, 이후 22위를 기록하는 등 지저분한 레이스를 펼쳤다. 그는 피처 레이스에서 타이틀 획득에 큰 역할을 할 것으로 보이며, 마지막 랩에서 트라이던트 드라이버 레오나르도 포르나롤리를 제치고 3위를 차지해 가브리엘레 미니에게 타이틀을 넘겼지만, 마지막 랩에서 마지막 코너로 그를 추월해 미니에게 빼앗겼다. 미니는 나중에 "기술적 부적합"으로 인해 자격을 박탈당하고 만셀을 포디움으로 승격시켰다.
만셀은 112점, 1개의 폴, 5개의 포디움으로 챔피언십에서 5위를 차지했으며, ART 그랑프리가 챔피언십에서 3위를 차지하는 데 기여했다.

### 포뮬러 리저널
만셀은 2024 포뮬러 3에서 자신의 주요 캠페인을 준비하기 위해 자일스 모터스포츠와 함께 2024 포뮬러 리저널 오세아니아 챔피언십의 첫 두 라운드에 참가했다. 만셀은 만필드에서 단독 우승을 포함해 6개의 레이스에서 4개의 포디움을 확보하며 성공을 거둘 수 있었다.

### FIA 포뮬러 2

#### 2024
F3 시즌 피날레 직후, 만셀은 바쿠 라운드 이후 트리던트에서 로만 스타넥를 대신해 포뮬러 2에 데뷔했다. 그는 초반에 선두를 달리며 가브리에우 보르툴레투와 늦게 접촉한 후 8위를 차지했고, 이후 피처 레이스에서 10위를 차지했다. 만셀은 카타르에서 20위로 예선을 통과했지만, 피처 레이스 도중 피트 스톱이 잘 맞아 앞서 있는 라이벌들에게 시간을 벌 수 있었고 결국 6위로 시즌을 마쳤다. 야스 마리나 라운드는 그를 16위 더블로 무득점으로 이끌었다. 만셀은 3라운드 동안 10점을 기록하며 순위에서 25위를 차지했다.

#### 2025
2024년 11월, 만셀은 로댕 모터스포트와 계약하여 2025년 FIA 포뮬러 2 챔피언십에 출전했다.

## 개인 생활
만셀은 제1형 당뇨병을 가지고 있다. 남자는 뉴 웨일스 사냥꾼 계곡에서 자랐지만 현재 런던에서 살고 있지만 현재 런던에서 살고 있다. 마지막 이름을 공유했음에도 불구하고, 그는 공식 1세계 챔피언 밤엘 맨 팔텔맨에게 관련이 없다.

## 카트 레이싱 기록

### 카트 경력 요약
| Season | Series                                      | Team               | Position |
| ------ | ------------------------------------------- | ------------------ | -------- |
| 2018   | South Garda Winter Cup — OKJ                |                    | 52nd     |
| 2018   | CIK-FIA European Championship — OKJ         | Lennox Racing Team | 72nd     |
| 2018   | CIK-FIA World Championship — OKJ            | Lennox Racing Team | 70th     |
| 2018   | WSK Final Cup — OKJ                         | Lennox Racing Team | 84th     |
| 2018   | Australian Kart Championship — KA4 Junior   |                    | 18th     |
| 2019   | Australian Kart Championship — KA2          |                    | 12th     |
| 2019   | WSK Super Master Series — OKJ               | Lennox Racing Team | 105th    |
| 2019   | CIK-FIA Karting European Championship — OKJ | Lennox Racing Team | 69th     |
| 2019   | WSK Euro Series — OKJ                       | Lennox Racing Team | 80th     |

## 레이싱 기록

### 레이싱 경력 요약
| Season | Series                                        | Team                  | Races | Wins | Poles | F/Laps | Podiums | Points | Position |
| ------ | --------------------------------------------- | --------------------- | ----- | ---- | ----- | ------ | ------- | ------ | -------- |
| 2019   | Australian Formula 4 Championship             | AGI Sport             | 6     | 0    | 0     | 0      | 0       | 0      | NC†      |
| 2019   | New South Wales Formula Race Car Championship | AGI Sport             | 3     | 0    | 0     | 0      | 0       | 0      | NC†      |
| 2020   | F4 British Championship                       | Carlin                | 26    | 1    | 0     | 0      | 5       | 163    | 7th      |
| 2021   | GB3 Championship                              | Carlin                | 24    | 2    | 0     | 1      | 5       | 371    | 3rd      |
| 2021   | Euroformula Open Championship                 | Carlin Motorsport     | 3     | 0    | 0     | 0      | 0       | 79     | 11th     |
| 2021   | Euroformula Open Championship                 | Team Motopark         | 6     | 0    | 0     | 0      | 1       | 79     | 11th     |
| 2022   | Euroformula Open Championship                 | CryptoTower Racing    | 26    | 3    | 1     | 3      | 15      | 377    | 3rd      |
| 2022   | FIA Formula 3 Championship                    | Charouz Racing System | 4     | 0    | 0     | 0      | 0       | 0      | 38th     |
| 2023   | FIA Formula 3 Championship                    | Campos Racing         | 18    | 0    | 0     | 1      | 2       | 60     | 12th     |
| 2023   | Macau Grand Prix                              | ART Grand Prix        | 1     | 0    | 0     | 0      | 0       | N/A    | 16th     |
| 2024   | Formula Regional Oceania Championship         | Giles Motorsport      | 6     | 1    | 2     | 1      | 4       | 135    | 9th      |
| 2024   | FIA Formula 3 Championship                    | ART Grand Prix        | 20    | 0    | 1     | 1      | 5       | 112    | 5th      |
| 2024   | FIA Formula 2 Championship                    | Trident               | 6     | 0    | 0     | 0      | 0       | 10     | 25th     |
| 2025   | FIA Formula 2 Championship                    | Rodin Motorsport      | 0     | 0    | 0     | 0      | 0       | 0      | TBD      |

† 맨셀은 게스트 드라이버였기 때문에 포인트를 받을 자격이 없었습니다.
* 시즌이 아직 진행 중입니다.

### 호주 공식 4 챔피언쉽 결과를 완료
(key) (볼록한 레이스는 극 위치를 나타냅니다) (이탤릭체로 표시된 레이스는 가장 빠른 랩을 나타냅니다)
| Year | Team      | 1     | 2     | 3     | 4     | 5     | 6     | 7        | 8        | 9        | 10         | 11       | 12       | 13     | 14     | 15     | 16     | 17     | 18     | DC  | Points |
| ---- | --------- | ----- | ----- | ----- | ----- | ----- | ----- | -------- | -------- | -------- | ---------- | -------- | -------- | ------ | ------ | ------ | ------ | ------ | ------ | --- | ------ |
| 2019 | AGI Sport | MEL 1 | MEL 2 | MEL 3 | SYD 1 | SYD 2 | SYD 3 | PHI1 1 5 | PHI1 2 6 | PHI1 3 6 | PHI2 1 Ret | PHI2 2 4 | PHI2 3 7 | BEN1 1 | BEN1 2 | BEN1 3 | BEN2 1 | BEN2 2 | BEN2 2 | NC† | 0      |

† 맨셀은 게스트 드라이버였기 때문에 포인트를 받을 자격이 없었습니다.

### F4 브리티시 챔피언십 전체 결과
(key) (볼록한 레이스는 극 위치를 나타냅니다) (이탤릭체로 표시된 레이스는 가장 빠른 랩을 나타냅니다)
| Year | Team   | 1        | 2       | 3       | 4        | 5        | 6        | 7       | 8        | 9       | 10      | 11      | 12        | 13       | 14      | 15      | 16        | 17      | 18      | 19       | 20      | 21      | 22      | 23      | 24      | 25      | 26       | DC  | Points |
| ---- | ------ | -------- | ------- | ------- | -------- | -------- | -------- | ------- | -------- | ------- | ------- | ------- | --------- | -------- | ------- | ------- | --------- | ------- | ------- | -------- | ------- | ------- | ------- | ------- | ------- | ------- | -------- | --- | ------ |
| 2020 | Carlin | DON 1 12 | DON 2 5 | DON 3 7 | BHGP 1 6 | BHGP 2 1 | BHGP 3 7 | OUL 1 8 | OUL 2 12 | OUL 3 8 | KNO 1 9 | KNO 2 6 | KNO 3 Ret | THR 1 10 | THR 2 7 | THR 3 7 | SIL 1 Ret | SIL 2 7 | SIL 3 6 | CRO 1 10 | CRO 2 6 | SNE 1 3 | SNE 2 8 | SNE 3 9 | BHI 1 3 | BHI 2 3 | BHI 3 2‡ | 7th | 163    |

‡ 레이스 3에서는 예정된 거리의 75% 미만이 완료되어 절반의 포인트가 부여되었습니다.

### BRDC 브리티시 포뮬러 3 챔피언십 전체 결과
(key) (볼록한 레이스는 극 위치를 나타냅니다) (이탤릭체로 표시된 레이스는 가장 빠른 랩을 나타냅니다)
| Year | Team   | 1       | 2        | 3        | 4        | 5        | 6         | 7        | 8        | 9         | 10    | 11      | 12       | 13      | 14       | 15        | 16       | 17       | 18        | 19      | 20      | 21       | 22        | 23       | 24        | DC  | Points |
| ---- | ------ | ------- | -------- | -------- | -------- | -------- | --------- | -------- | -------- | --------- | ----- | ------- | -------- | ------- | -------- | --------- | -------- | -------- | --------- | ------- | ------- | -------- | --------- | -------- | --------- | --- | ------ |
| 2021 | Carlin | BRH 1 8 | BRH 2 10 | BRH 3 16 | SIL1 1 8 | SIL1 2 7 | SIL1 3 11 | DON1 1 5 | DON1 2 6 | DON1 3 64 | SPA 1 | SPA 2 3 | SPA 3 58 | SNE 1 7 | SNE 2 11 | SNE 3 105 | SIL2 1 4 | SIL2 2 9 | SIL2 3 82 | OUL 1 5 | OUL 2 3 | OUL 3 11 | DON2 1 13 | DON2 2 3 | DON2 3 16 | 3rd | 371    |

### 유로포뮬러 오픈 챔피언십 전체 결과
(key) (볼록한 레이스는 극 위치를 나타내고, 이탤릭체로 레이스는 상위 10위 안에 드는 선수 중 가장 빠른 랩을 기록하는 포인트를 나타냅니다)
| Year | Entrant            | 1     | 2       | 3     | 4       | 5     | 6       | 7       | 8       | 9       | 10    | 11      | 12      | 13    | 14      | 15      | 16      | 17       | 18       | 19      | 20      | 21      | 22        | 23        | 24      | 25      | 26      | DC   | Points |
| ---- | ------------------ | ----- | ------- | ----- | ------- | ----- | ------- | ------- | ------- | ------- | ----- | ------- | ------- | ----- | ------- | ------- | ------- | -------- | -------- | ------- | ------- | ------- | --------- | --------- | ------- | ------- | ------- | ---- | ------ |
| 2021 | Carlin Motorsport  | POR 1 | POR 2   | POR 3 | LEC 1   | LEC 2 | LEC 3   | SPA 1 5 | SPA 2 4 | SPA 3 6 | HUN 1 | HUN 2   | HUN 3   | IMO 1 | IMO 2   | IMO 3   | RBR 1   | RBR 2    | RBR 3    |         |         |         |           |           |         |         |         | 11th | 79     |
| 2021 | Team Motopark      |       |         |       |         |       |         |         |         |         |       |         |         |       |         |         |         |          |          | MNZ 1 2 | MNZ 2 6 | MNZ 3 4 | CAT 1 10  | CAT 2 16  | CAT 3 5 |         |         | 11th | 79     |
| 2022 | CryptoTower Racing | POR 1 | POR 2 8 | POR 3 | PAU 1 2 | PAU 2 | LEC 1 4 | LEC 2 1 | LEC 3 2 | SPA 1 2 | SPA 2 | SPA 3 4 | HUN 1 4 | HUN 2 | HUN 3 1 | IMO 1 3 | IMO 2 5 | IMO 3 2* | RBR 1 2* | RBR 2 5 | RBR 3 4 | MNZ 1 3 | MNZ 2 Ret | MNZ 3 Ret | CAT 1 3 | CAT 2 4 | CAT 3 4 | 3rd  | 377    |

### FIA 포뮬러 3 챔피언십 전체 결과
(key)(볼록한 레이스는 극 위치를 나타내고, 이탤릭체로 레이스는 상위 10위 안에 드는 선수 중 가장 빠른 랩을 기록하는 포인트를 나타냅니다)
| Year | Entrant               | 1          | 2          | 3          | 4          | 5          | 6          | 7           | 8          | 9          | 10        | 11         | 12         | 13          | 14         | 15         | 16        | 17         | 18         | 19         | 20        | DC   | Points |
| ---- | --------------------- | ---------- | ---------- | ---------- | ---------- | ---------- | ---------- | ----------- | ---------- | ---------- | --------- | ---------- | ---------- | ----------- | ---------- | ---------- | --------- | ---------- | ---------- | ---------- | --------- | ---- | ------ |
| 2022 | Charouz Racing System | BHR SPR    | BHR FEA    | IMO SPR    | IMO FEA    | CAT SPR    | CAT FEA    | SIL SPR     | SIL FEA    | RBR SPR    | RBR FEA   | HUN SPR 22 | HUN FEA 23 | SPA SPR Ret | SPA FEA 23 | ZAN SPR    | ZAN FEA   | MNZ SPR    | MNZ FEA    |            |           | 38th | 0      |
| 2023 | Campos Racing         | BHR SPR 13 | BHR FEA 13 | MEL SPR 9  | MEL FEA 10 | MON SPR 20 | MON FEA 17 | CAT SPR Ret | CAT FEA 10 | RBR SPR 14 | RBR FEA 7 | SIL SPR 3  | SIL FEA 5  | HUN SPR 6   | HUN FEA 11 | SPA SPR 19 | SPA FEA 2 | MNZ SPR 7  | MNZ FEA 8  |            |           | 12th | 60     |
| 2024 | ART Grand Prix        | BHR SPR 14 | BHR FEA 2  | MEL SPR 10 | MEL FEA 10 | IMO SPR 12 | IMO FEA 20 | MON SPR Ret | MON FEA 2  | CAT SPR 11 | CAT FEA 2 | RBR SPR 3  | RBR FEA 4  | SIL SPR 12  | SIL FEA 13 | HUN SPR 5  | HUN FEA 4 | SPA SPR 16 | SPA FEA 21 | MNZ SPR 22 | MNZ FEA 3 | 5th  | 112    |

* 시즌이 아직 진행 중입니다.

### 마카오 그랑프리 전체 결과
| Year | Team           | Car             | Qualifying | Quali Race | Main race |
| ---- | -------------- | --------------- | ---------- | ---------- | --------- |
| 2023 | ART Grand Prix | Dallara F3 2019 | 24th       | 20th       | 16th      |

### 완전한 포뮬러 지역 오세아니아 챔피언십 결과
(key) (볼록한 레이스는 극 위치를 나타냅니다) (이탤릭체로 표시된 레이스는 가장 빠른 랩을 나타냅니다)
| Year | Team             | 1       | 2         | 3       | 4       | 5       | 6       | 7     | 8     | 9     | 10    | 11    | 12    | 13    | 14    | 15    | DC  | Points |
| ---- | ---------------- | ------- | --------- | ------- | ------- | ------- | ------- | ----- | ----- | ----- | ----- | ----- | ----- | ----- | ----- | ----- | --- | ------ |
| 2024 | Giles Motorsport | TAU 1 2 | TAU 2 Ret | TAU 3 2 | MAN 1 5 | MAN 2 1 | MAN 3 2 | HMP 1 | HMP 2 | HMP 3 | RUA 1 | RUA 2 | RUA 3 | HIG 1 | HIG 2 | HIG 3 | 9th | 135    |

### FIA 포뮬러 2 챔피언십 전체 결과
(key) (볼록한 레이스는 극 위치를 나타냅니다) (이탤릭체로 표시된 레이스는 가장 빠른 랩을 나타냅니다)
| Year  | Entrant          | 1       | 2       | 3       | 4       | 5       | 6       | 7       | 8       | 9       | 10      | 11      | 12      | 13      | 14      | 15      | 16      | 17      | 18      | 19      | 20      | 21      | 22      | 23        | 24         | 25         | 26        | 27         | 28         | DC   | Points |
| ----- | ---------------- | ------- | ------- | ------- | ------- | ------- | ------- | ------- | ------- | ------- | ------- | ------- | ------- | ------- | ------- | ------- | ------- | ------- | ------- | ------- | ------- | ------- | ------- | --------- | ---------- | ---------- | --------- | ---------- | ---------- | ---- | ------ |
| 틀:F2 | Trident          | BHR SPR | BHR FEA | JED SPR | JED FEA | MEL SPR | MEL FEA | IMO SPR | IMO FEA | MON SPR | MON FEA | CAT SPR | CAT FEA | RBR SPR | RBR FEA | SIL SPR | SIL FEA | HUN SPR | HUN FEA | SPA SPR | SPA FEA | MNZ SPR | MNZ FEA | BAK SPR 8 | BAK FEA 10 | LSL SPR 15 | LSL FEA 6 | YMC SPR 16 | YMC FEA 16 | 25th | 10     |
| 틀:F2 | Rodin Motorsport | MEL SPR | MEL FEA | BHR SPR | BHR FEA | JED SPR | JED FEA | IMO SPR | IMO FEA | MON SPR | MON FEA | CAT SPR | CAT FEA | RBR SPR | RBR FEA | SIL SPR | SIL FEA | SPA SPR | SPA FEA | HUN SPR | HUN FEA | MNZ SPR | MNZ FEA | BAK SPR   | BAK FEA    | LSL SPR    | LSL FEA   | YMC SPR    | YMC FEA    | TBD  | TBD    |

* 시즌이 아직 진행 중입니다.